# Гладкий Петро Дмитрович
Гладки́й Петро Дмитрович (*28 червня (10 липня) 1890, Батурин  — †2 грудня 1937, тюрма НКВД СССР у м.Київ) — український мовознавець-діалектолог. Брат Миколи Гладкого.
Жертва сталінського терору.

## Біографія
Працював пасічником, учителював у школах Київської та Житомирської областей. Від 1926 — викладач української і російської мови, літератури, бібліотекар Маслівського сортонасіннєвого технікуму (Миронівського району Київської області).
Про обставини першого арешту Петра Гладкого, який стався восени 1930, згадує приятель вченого Костянтин Туркало:
| У чергового в'язниці я зустрівся з проф. Гладким Миколою Дмитровичем. Виявляється, він сидів уже від 17 жовтня 1930 року. Незабаром нас разом повезли відкритим автом до ГПУ. Хоч я мав на собі бекешу й шапку, та мороз із смалким вітром таки добряче пробрав мене, поки ми переїхали отих 5 кілометрів, що відділюють Лук'янівську в'язницю від Катерининської вулиці в Липках, де містилося обласне ГПУ... |
Заарештований 1937 органами НКВС СССР за звинуваченням у належності до контрреволюційної націоналістичної групи, убитий у тюремному підвалі. Реабілітований 1989 (посмертно).

### Наукова творчість
Автор діалектологічних розвідок, написаних на великому фактичному матеріалі на основі спостережень за мовою тих сіл, де вчителював: «Говірка села Блиставиці Гостомельського району на Київщині» // «Український діалектологічний збірник», Київ, 1928, книга 1, «Говірка села Нехворощі Андрушівського району Житомирська область» // Там само, 1929, книга 2. Гладкому належать стаття «Дієслівні форми з дж, ж, д’… в українській мові» // «Записки Маслівського сортонасіннєвого технікуму», 1927, том 2.

## Сім'я
Дружина — Гладка Євгенія Йосипівна (1904—?). Дочка  — Гладка Марія Петрівна (1926—?.